# Pliosteostoma lutipinnis
Pliosteostoma lutipinnis är en fiskart som först beskrevs av Jordan och Gilbert 1882.  Pliosteostoma lutipinnis ingår i släktet Pliosteostoma och familjen sillfiskar. IUCN kategoriserar arten globalt som livskraftig. Inga underarter finns listade i Catalogue of Life.